# Emma (nombre)
Emma es un nombre propio de origen germano (Ermin) que significa "entera" o "universal". En los países de habla inglesa (en los que se pronuncia "ema", con una sola eme) es uno de los nombres de mujer más comunes y extendidos; fue el nombre femenino más popular en Estados Unidos en 2008. En España, según el INE, en 2014 había 22.558 personas con ese nombre, indicando el dato además que es uno de los nombres que más se está extendiendo en el país, ya que la edad media de esas personas era de apenas 18 años. Por otra parte, su forma masculina más conocida es Emmanuel 

## Variantes del nombre "Emma"
- Erminia
- Emily
- Emmanuela

## Santoral
- Santa Emma de Gurk: 29 de junio.
- Santa Emma de Sajonia: 19 de abril.
- Santa Emma de Altea: 25 de mayo.

## Personas
- Emma García, periodista española
- Emma Roberts, actriz estadounidense
- Emma Ozores, actriz española
- Emma Suárez, actriz española
- Emma Stone, actriz estadounidense
- Emma Thompson, actriz británica
- Emma Watson, actriz británica